# ليو تشاترلي
ليو تشاترلي (بالإنجليزية: Lew Chatterley)‏ هو لاعب كرة قدم بريطاني في مركز الوسط، ولد في 15 فبراير 1945 في برمنغهام في المملكة المتحدة. لعب مع أستون فيلا وغريمسبي تاون ونادي توركي يونايتد ونادي دونكاستر روفرز ونادي ساوثهامبتون ونورثامبتون تاون.